# Alucita desmodactyla
Alucita desmodactyla — вид лускокрилих комах родини віялокрилок (Alucitidae).

## Поширення
Вид поширений в Європі, Вірменії і Тунісі.

## Спосіб життя
Метелики літають з кінця липня до початку грудня і (після сплячки) з березня по червень. Трапляються на степових ділянках, луках, відкритих лісах. Личинки живляться квітками Stachys recta, Stachys alpina та Stachys sylvatica.